# Irezumi

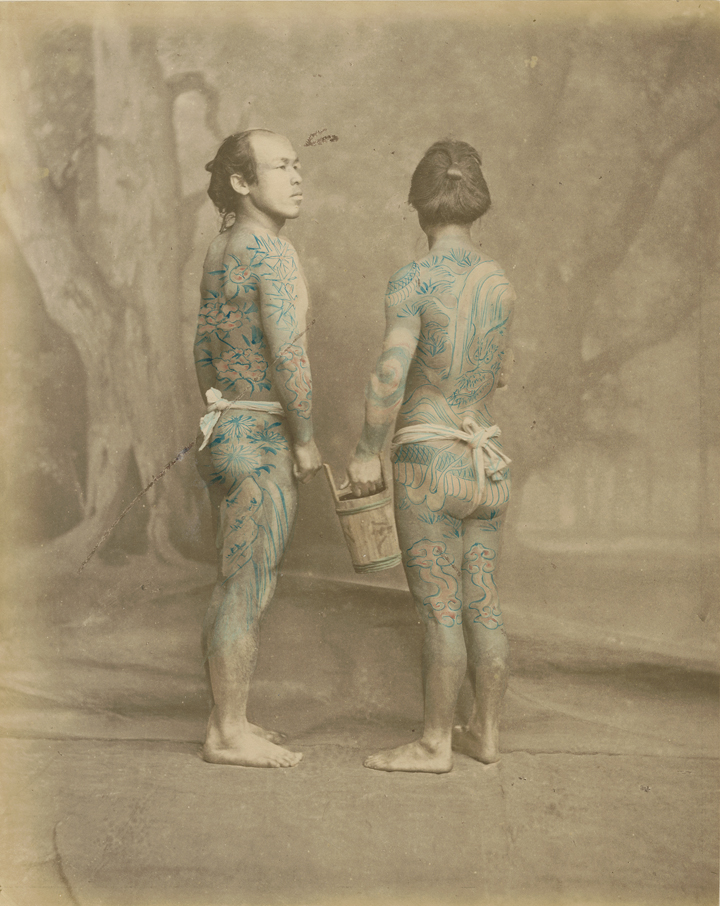
Japonesos tatuats. Fotografia feta per Felice Beato el 1870

Irezumi (del japonès irezumi, 入れ墨, 刺青 o タトゥ, «tatuatge») designa una forma particular de tatuatge tradicional al Japó, que cobreix grans parts del cos o la seva totalitat. A més, es pot estendre des del coll fins a la part inferior de les natges, pit i part de l'avantbraç. En el seu lloc, es pot utilitzar el terme horimono (彫り物, 彫物) per designar a tots els estils.
En l'actualitat, l'irezumi, i el tatuatge en general, és considerat negativament per la majoria dels japonesos, com una marca de pertinença a la yakuza o un símbol masclista de les classes socials més baixes.

## Les diferents denominacions detatuatge
La paraula «tatuatge» es pot escriure de diverses maneres diferents, les quals tenen una connotació lleugerament diferent: 
- Irezumi està escrit majoritàriament amb els caràcters xinesos 入 れ 墨 o 入墨, que significa literalment «inserció de tinta».[6]
- Els caràcters 紋身, que es pronuncien «bunshin», signifiquen «decorar el cos».
- Els caràcters 剳 青 tenen un significat més esotèric, que signifiquen «quedar-se» o «perdurar», i «blau» o «verd», i que probablement es refereix a l'ombra principal de tinta sota la pell.
- Els caràcters 黥, que significa «tatuar», s'usen rarament.
- Els caràcters 刺青 combinen el significat de «foradar», «danyar» o «punxar», amb el de «blau» o «verd», en relació amb el mètode tradicional japonès del tatuatge manual.

## La història dels tatuatges japonesos
Es creu que el tatuatge al Japó per a propòsits espirituals i decoratius va aparèixer durant el Període Jōmon (縄文时代) (14.000 aC – 300 aC). Alguns investigadors han suggerit que els patrons de les marques distintives observades en les cares i en els cossos que daten d'aquest període representen tatuatges, però aquesta afirmació no és acceptada per unanimitat malgrat que hi ha similituds entre aquestes marques i els tatuatges tradicionals observats en altres cultures contemporànies.
Durant el període Yayoi (弥生時代) (300 aC – 250) els dissenys dels tatuatges van ser observats i comentats pels visitants xinesos. Es creu que aquests dissenys tenien un significat espiritual, així com una funció de símbol d'estatus social.
A partir del període Kofun (古坟 时代) (250 – 538) els tatuatges van començar a assumir connotacions negatives; en lloc de ser utilitzats amb fins rituals o d'estatus social, es van començar a tatuar marques als criminals com a càstig.

### Els tatuatges dels ainu

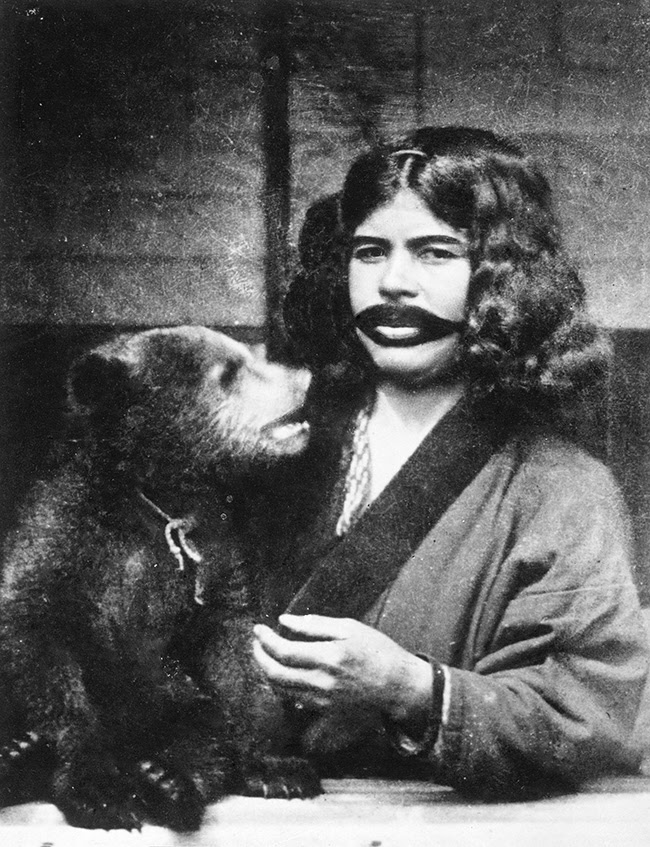
Dona ainu amb la boca tatuada

Els arqueòlegs han trobat figuretes d'argila d'un cos adornat amb motius pintats o gravats que daten del 5000 aC. Aquestes figuretes van ser col·locades en tombes com la protecció religiosa i / o màgica.
Els primers testimonis sobre l'ús dels tatuatges en humans al Japó es remunta als segles iii i iv, i provenen d'observadors xinesos. Sembla que l'poble ainu, els primers habitants del Japó, van utilitzar els tatuatges per a fins decoratius i socials durant el període Jōmon. Tant homes com dones estaven tatuats:
- els homes estaven tatuats per indicar la pertinença a un clan o a un ofici particular (incloent els mariners)[7] i se suposava llavors que el tatuatge els protegia dels esperits.[8]
- les dones estaven marcades per un tatuatge que cobria les vores de la boca, i lleugerament cap amunt a les galtes entre les dones casades.[3] Aquesta última tradició ha continuat fins fa molt poc malgrat la seva prohibició en 1871.

Aquests tatuatges eren mal vistos pels cronistes xinesos a causa que l'acte de tatuar era considerada bàrbara en la seva cultura. No hi ha cap connexió coneguda entre els tatuatges dels ainu amb el desenvolupament de l'irezumi.
El budisme es va estendre gradualment al Japó, i amb ell, el pensament xinès. Al començament del període Kofun, els tatuatges van començar a tenir connotacions negatives; en lloc de ser utilitzats per a rituals o per a representar un estatus social, es van començar a tatuar als criminals com a càstig. Aquest càstig substituïa a l'amputació del nas i les orelles, anteriorment en vigor. El criminal era marcat amb un cercle al voltant del braç per a cada infracció o un caràcter en el seu front.

### El tatuatge com a càstig durant el període Edo

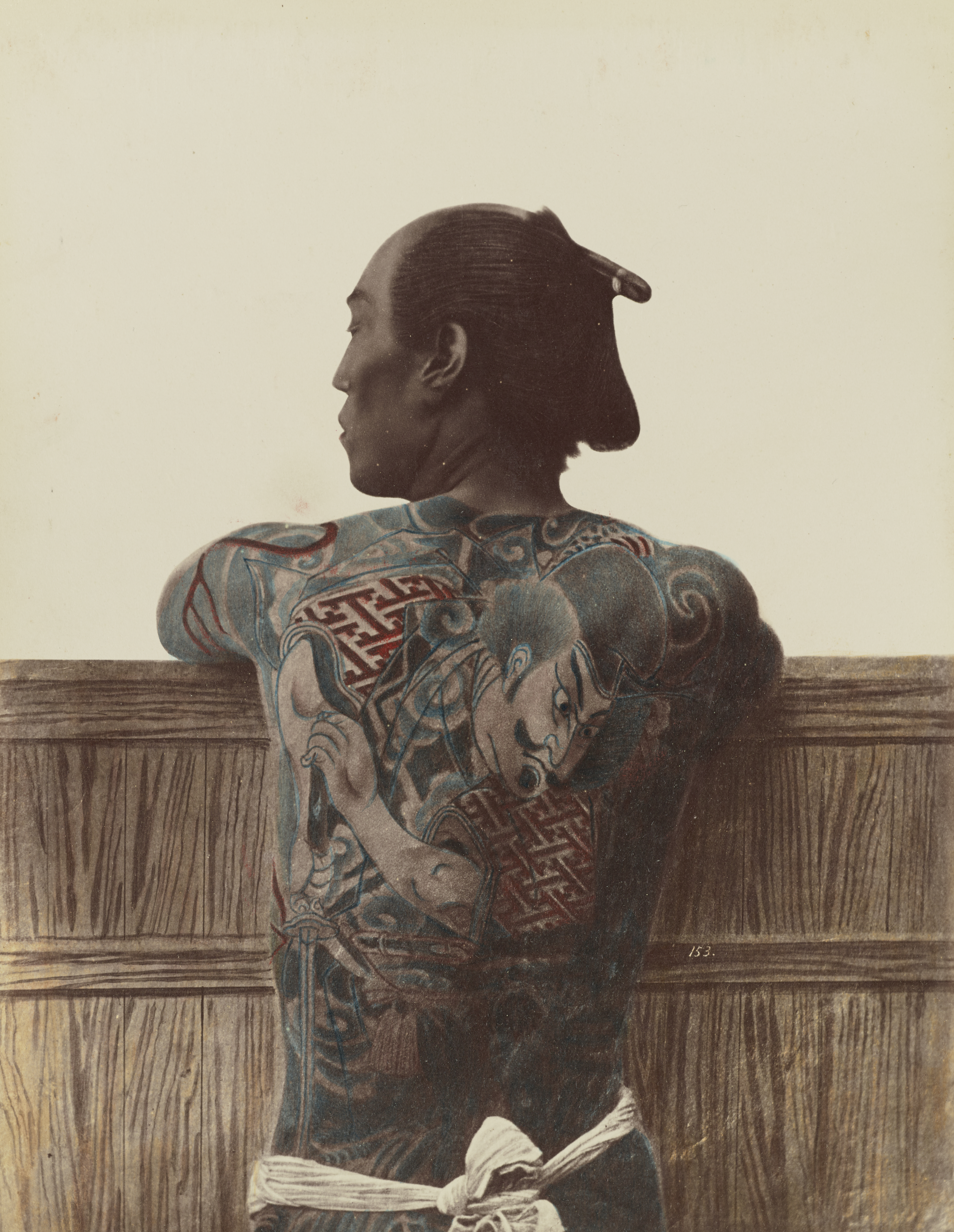
Esquena tatuada d'un home, c. 1875

Durant el període Edo (江戸時代) (1603 – 1868), el Kojiki (古事記) va introduir un inici de codificació del tatuatge; distingeix el tatuatge «de prestigi» reservat als herois i a la gent important, i el tatuatge «malvat» per als bandits i criminals. Aquest canvi d'imatge correspon l'afluència de població cap a les grans ciutats, com Edo i Osaka, que va fer que augmentès la delinqüència. La policia va generalitzar el tatuatge com un càstig per dissuadir als possibles delinqüents però, en paral·lel, van aparèixer altres usos entre la població. Va ser durant el període Edo que el tatuatge decoratiu japonès va començar a evolucionar fins a convertir-se en un art molt desenvolupat com el que coneixem actualment.

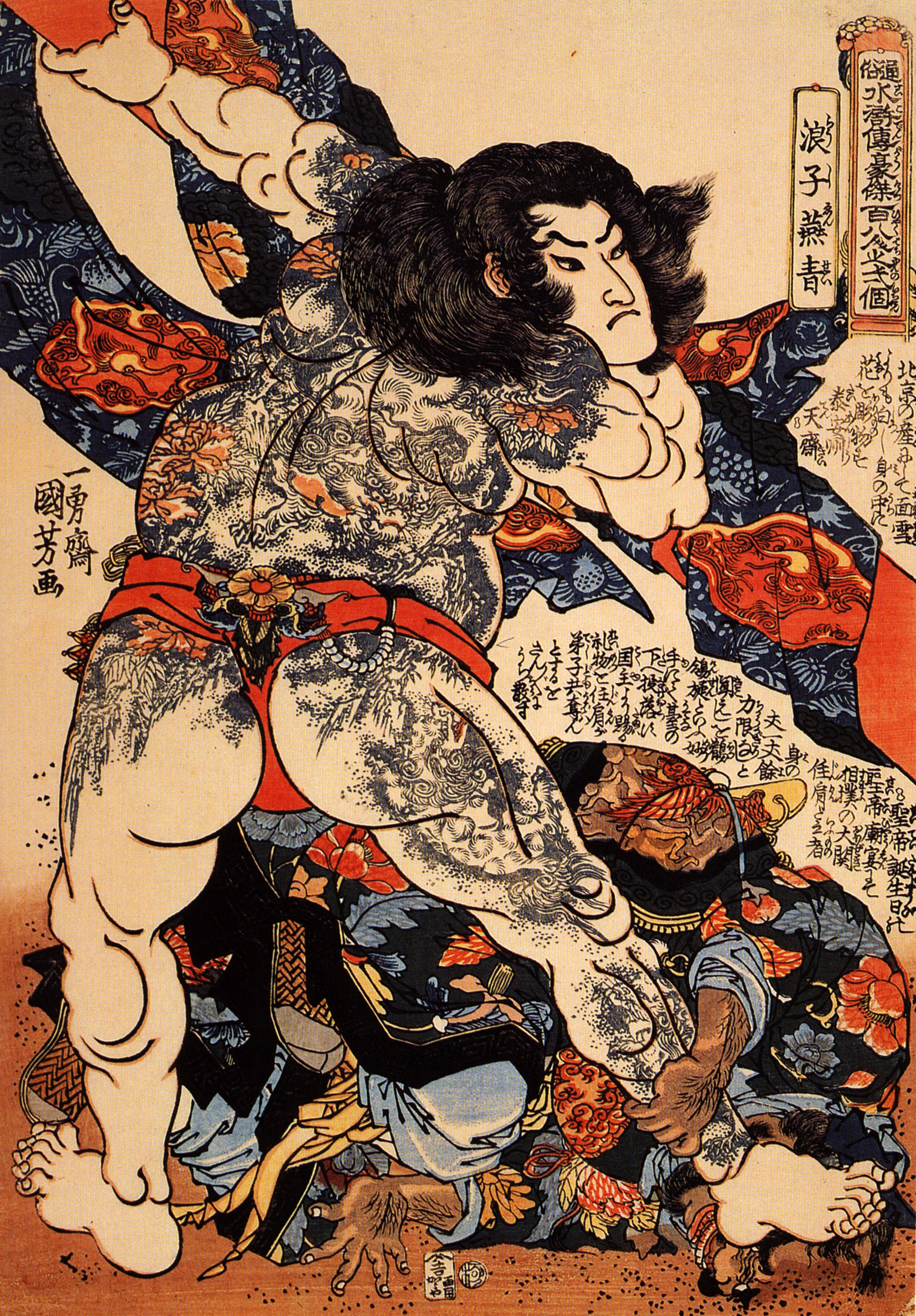
Roshi Ensei (o Yan Qing, el generòs), un dels 108 bandits de la novel·la «Marge d'Aigua», amb el cos cobert d'irezumi

La novetat més important d'aquest art es va produir amb el desenvolupament de la tècnica d'impressió sobre blocs de fusta, i la publicació de la novel·la popular xinesa «Marge d'aigua» (水滸傳). Aquest llibre és una història sobre el coratge rebel i la bravura viril, abundantment il·lustrada amb impressions sobre blocs de fusta que mostraven els homes en escenes heroiques amb els seus cossos decorats amb dracs i altres bèsties mítiques, flors, tigres ferotges, imatges religioses. La novel·la va tenir un gran èxit i la demanda del tipus de tatuatges que es veien en les seves il·lustracions va ser immediata. Els artistes que imprimien els blocs de fusta van començar a fer tatuatges. Van utilitzar, sobretot, les mateixes eines que utilitzaven per imprimir els seus motius sobre els blocs de fusta per imprimir patrons sobre la carn humana, incloent cisells, gúbies i, sobretot, una tinta única coneguda com a tinta Nara o negre Nara, la famosa tinta que es torna blau-verd sota de la pell.
Existeix un debat acadèmic sobre qui portava aquests tatuatges elaborats. Alguns estudiosos sostenen que els portaven les classes populars i que exhibien aquests atributs. Altres afirmen que els comerciants rics, que la llei els prohibia fer ostentació de la seva riquesa, portaven irezumi cars sota la roba. Avui en dia, se sap que l'irezumi era molt popular en certes professions:
- les prostitutes (遊女, yūjo) dels barris de plaer es tatuaven per augmentar el seu atractiu per als clients.
- els bombers anaven a vegades tatuats; el tatuatge era vist com un mitjà de protecció espiritual davant d'una ocupació perillosa.[8]

### Els tatuatges al Japó modern
Al començament de l'era Meiji (明治時代) (1868 – 1912), el govern japonès, volent protegir la seva imatge i fer una bona impressió a occident i per evitar el ridícul, va declarar il·legals els tatuatges, i l'irezumi va adquirir connotacions de criminalitat. No obstant això, els estrangers fascinats anaven al Japó a la recerca de les habilitats dels horishi (彫り師, 彫物師) (artistes del tatuatge), i el tatuatge tradicional va continuar d'amagat. El tatuatge va ser legalitzat per les forces d'ocupació en 1948, però va conservar la seva imatge de criminalitat. Durant molts anys, els tatuatges tradicionals japoneses es van associar amb la yakuza, la màfia del Japó, i molts negocis al Japó (com banys públics, gimnasos i banys termals) encara prohibeixen l'entrada als clients amb tatuatges.
Tot i que els tatuatges han guanyat popularitat entre els joves del Japó a causa de la influència occidental, encara hi ha un estigma sobre ells entre el consens general. A diferència dels EUA, pot resultar difícil fins i tot trobar una botiga de tatuatges al Japó; aquestes botigues de tatuatges solen estar principalment en àrees turístiques o militars dels Estats Units. Segons Kunihiro Shimada, el president de l'Institut del tatuatge del Japó, 
| « | Avui en dia, gràcies als anys de la supressió del govern, potser hi ha uns 300 artistes del tatuatge al Japó. | » |

Actualment al Japó, hi ha repercussions polítiques contra els tatuatges. En 2012, l'alcalde d'Osaka (Toru Hashimoto) va començar una campanya perquè les empreses acomiadessin als seus empleats tatuats. D'acord amb un article escrit sobre Hashimoto, 

Les creences d'Hashimoto van ser bastant ben rebudes pel públic i també per moltes grans empreses que ja estaven en contra dels tatuatges.

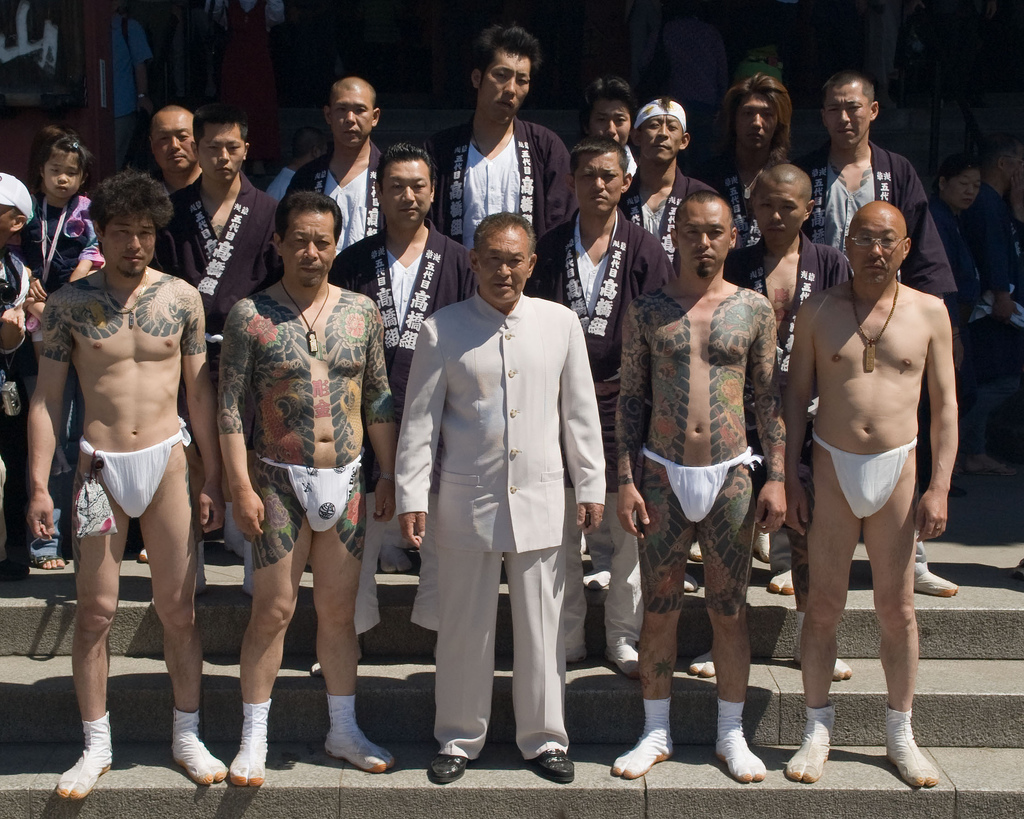
Membres de la Yakuza tatuats

Els tatuatges moderns al Japó es duen a terme de manera similar als occidentals. A diferència de l'irezumi tradicional, on la majoria de la presa de decisions tatuatge es deixa en mans de l'artista, els clients porten un disseny de la seva elecció o poden decidir sobre el que els agradaria a la botiga. Molts artistes japonesos estan ben versats en múltiples estils a més dels tatuatges japonesos tradicionals, donant als clients la possibilitat de seleccionar entre una àmplia varietat d'opcions, entre estils tribals fins a estils de la New Age. Els tatuatges moderns es fan a través d'una màquina elèctrica, en la qual la tinta pot ser inserida en la màquina o en la punta de l'agulla. Els artistes japonesos són elogiats per la seva qualitat de treball, tot i ser una mica car, i són molt cobejats.
Tot i que la majoria dels tatuatges moderns estan fets amb pistola d'agulles, l'irezumi encara es fa de la forma tradicional. El tatuatge a «l'estil antic» se segueix fent per tatuadors especialitzats, que són difícils de trobar; a diferència dels artistes del tatuatge d'estil occidental, la majoria dels artistes irezumi tradicionals no estan situats a l'àrea de Tòquio. L'irezumi és dolorós, lent i car: un body suit típic tradicional (tatuatge que cobreix els braços, l'esquena, les cuixes i el pit, però deixant un espai sense tatuar pel centre del cos) pot prendre d'un a cinc anys de visites setmanals per completar i por costar més de 30.000 $USA. El procés també és molt més formal que el tatuatge occidenta; mentre que els artistes del tatuatge occidentals tendeixen a fer exactament el que vol el client, els tatuadors tradicionals d'irezumi tendeixen a anar i venir amb el client i discutir el que els agradaria pel tatuatge, així com reservar-se el dret de refusar el servei. En lloc de pistoles elèctriques, utilitzen agulles de metall unides a mànecs de fusta, lligades fils de seda.

## La realització

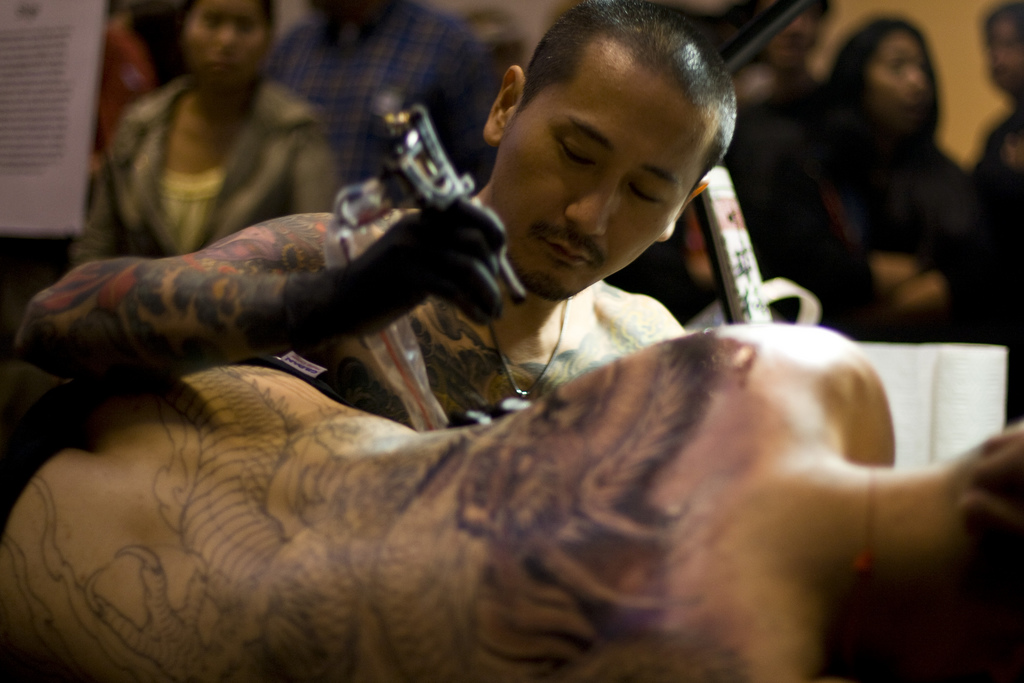
Tatuador treballant un body suit

Malgrat alguns canvis en el procés, incloent l'esterilització d'eines o utilitzar una màquina de tatuatge elèctrica per completar algunes de les línies del tatuatge, els rituals bàsics, mètodes i dissenys d'irezumi han romàs sense canvis durant segles. Aquest és un ambient molt tancat, la preservació de la tradició i la preservació de l'irezumi com una forma d'art, així com l'ikebana (生け花 o いけ ば な) (arranjament floral) o el ritual del chanoyu (茶の湯 o 茶道) (cerimònia del te). Per accedir a un tatuatge irezumi un tatuatge, s'ha de passar per diverses etapes.
La persona que es vol tatuar, primer ha de trobar un artista del tatuatge tradicional. Això en si mateix pot ser una tasca molt difícil (tot i que s'ha fet més fàcil gràcies a l'internet), ja que aquests artistes són sovint sorprenentment reservats, i amb freqüència les presentacions es fan només de boca-orella.

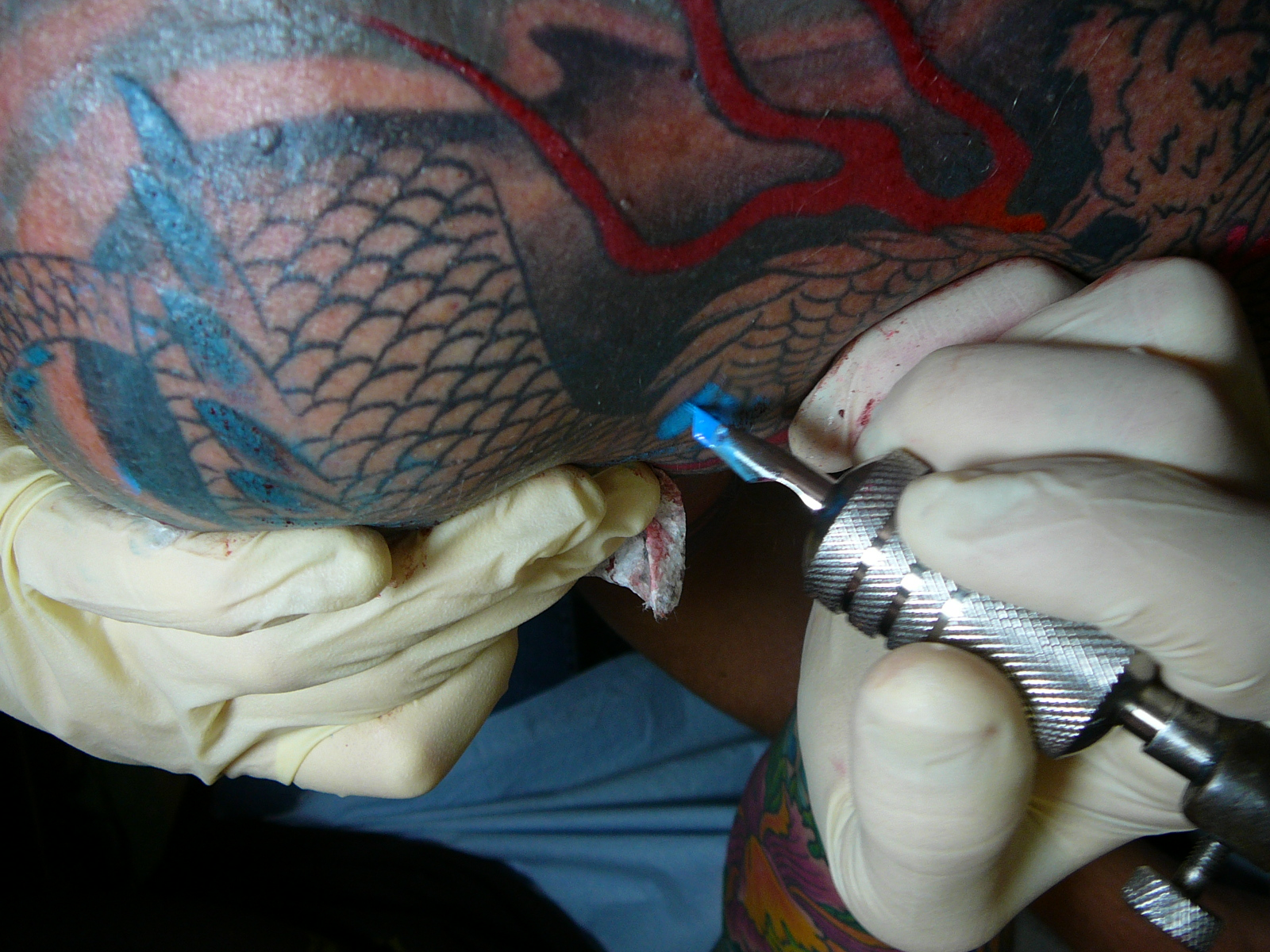
Afegiment de color sobre un irezumi

Els artistes del tatuatge tradicionals s'entrenen durant molts anys sota la supervisió d'un mestre. A vegades van a viure a la casa del mestre i poden passar anys netejant l'estudi, observant, practicant en la seva pròpia pell, barrejant tintes, copiar els dissenys del llibre del mestre, abans que se'ls permeti tatuar a un client. Ells aprenents han de dominar totes les intricades habilitats (estils únics d'ombrejats i tècniques utilitzades per fer tatuatges manualment) per crear els tatuatges sol·licitats pels seus clients. Generalment, el mestre dona un nom a l'aprenent, que sovint incorpora la paraula «hori» (彫り, gravar, tallar) i una síl·laba derivada del nom propi del mestre o alguna altra paraula significativa. En alguns casos, l'aprenent portarà el nom del mestre, i es convertirà en el segon o tercer (i així successivament).
Després d'una consulta inicial durant el qual el client discutirà amb el tatuador els dissenys que estan interessats, el treball comença amb el tatuatge del contorn (筋彫り, sujibori). Això sol fer-se en una sola sessió, sovint a mà alçada (sense l'ús d'una plantilla), que pot requerir diverses hores per completar. Quan s'ha completat l'esquema, es realitza l'ombra i la coloració en visites setmanals, sempre que el client tingui diners de sobres. Quan s'acaba el tatuatge, l'artista «signa» el seu nom en un espai reservat a aquest efecte, el més sovint és en algun lloc a la part posterior. Els portadors de tatuatges tradicionals sovint poden pagar poc més. Sovint es mantenen en secret el seu art, perquè actualment els tatuatges segueixen sent vistos com un signe de la criminalitat al Japó, sobretot per a la gent gran i en el lloc de treball. Irònicament, molts yakuza i altres delinqüents eviten tatuar-se per aquesta raó.

## El simbolisme dels dissenys

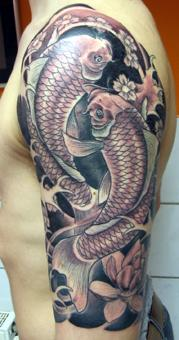
Tatuatge d'estil irezumi, de dues carpes koi

Hi ha imatges que apareixen de forma recurrent en els tatuatges japonesos tradicionals i tenen un significat especial. Sovint tenen qualitats o defectes, ja siguin pròpis o desitjats. Es pot fer un paral·lel amb la iconografia occidental, com l'àguila (una figura del tatuatge popular que simbolitza la valentia o la noblesa) o el cor (símbol de la fidelitat i l'honestedat).
Al Japó, els irezumi són meres representacions de fauna o flora, religioses, herois populars i figures de la cultura popular.
- Flora :[15]
  - La peònia: simbolitza la riquesa i la bona fortuna.
  - El crisantem: fermesa i determinació.
  - La flor de cirerer (sakura): simbolitza la fugacitat de la vida.
  - El lotus.
- Fauna :[15]
  - El lleó (lleó xinès): simbolitza la protecció.
  - El tigre: un dels herois del «Marge d'aigua» tenia un tigre tatuat a l'esquena.
  - La carpa (鯉, koi) (en general, una nedant aigües cap amunt i una altra nedant aigües avall): el valor.
  - La serpent.
- Animals mitològics: [16]
  - Bakú (獏 o 貘).
  - Drac xinès (龍, lóng).
  - Fènix xinès (凤凰 o 鳳凰, fènghuáng).
  - Qilin (麒麟).
- Religió i literatura :
  - Personatges de la cultura popular i la literatura tradicional, com «Marge d'aigua».[16]
  - Imatges inspirades en els gravats d'ukiyo-e (浮世絵): geishes, samurais.
  - Budes i deïtats budistes, com Fudō-myōō (不動明王) i Kannon (観音).
  - Kamis Xinto (deïtats), com el Tengu (天狗).
- Fons : núvols, onades, vent (en forma simbòlica).

## Glossari de termes del tatuatge japonès

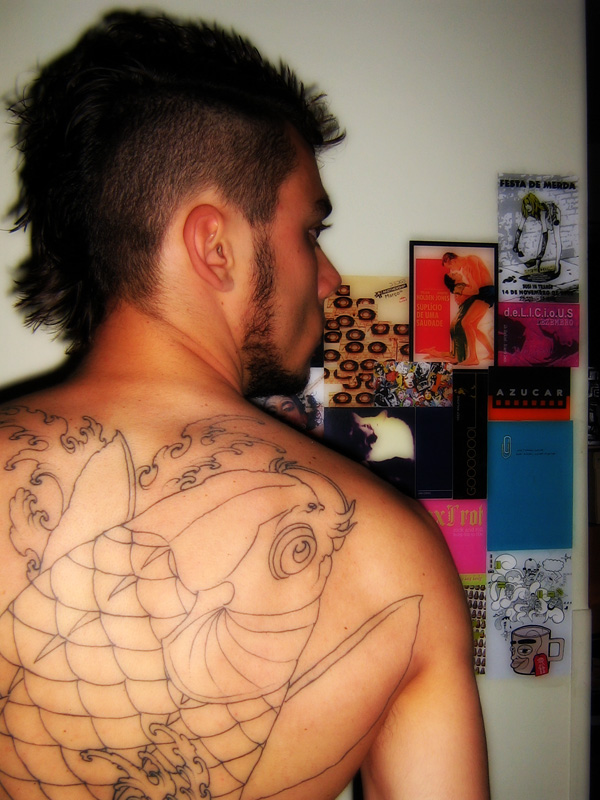
Un japonès amb un sujibori d'una carpa koi

- Bokukei, bokkei (墨刑), literalment «tinta de càstig»: Tatuatges de càstig.
- Donburi Sōshinbori: Tatuatge de cos sencer sense l'obertura al pit.
- Gobu (五分), literalment «cinquè»: Tatuatge de mig braç, per sobre del colze fins a l'espatlla.
- Hanebori (羽彫り), literalment «tallar amb una ploma»: Tècnica de marca d'aigua fet a mà amb un moviment de la ploma.
- Hanzubon: Tatuatge curt. Part interna de la cuixa totalment tatuada.
- Hikae: Tatuatge del pit.
- Horimono (彫り物, 彫物), literalment «tallat», «gravat»: Tatuatge; aquesta és una altra paraula per als tatuatges japonesos tradicionals.
- Horishi (彫り師, 彫物師), literalment «tatuador», «artista de l'escultura»: Un artista del tatuatge.
- Irebokuro (入れ黒子): D'ire o ireru (inserir) i bokuro o hokuro (de gran bellesa).
- Irezumi (入れ墨, 入墨, 文身), també dit bunshin (剳青, 黥 o 刺青): Tatuatge (substantiu o verb).
- Kakushibori (隠し彫り), literalment «gravat amagat»: Tatuatge prop de les aixelles, la part interior de les cuixes i altres zones del cos «ocultes». També es refereix als tatuatges de paraules ocultes, per exemple, entre els pètals de les flors.
- Katabori: Aixella sense tatuar, en forma de triangle.
- Kebori (毛彫り), literalment «el tall del pél»: Tatuatge amb línies primes o dels cabells de les figures tatuades.
- Koban gata: Aixella sense tatuar, en forma de rodona.
- Munewari (胸割り): literalment «divisió a pit»: Tatuatge del pit amb l'obertura al centre.
- Munewari Sōshinbori (胸割り 総身彫り), literalment «tall de cos sencer amb divisió al pit»: Tatuatge de cos sencer amb l'obertura al pit.
- Nagasode (長袖), literalment «màniga llarga»: Tatuatge del braç, cap al canell.
- Shakki: El so de les agulles quan perforen la pell.
- Shichibu (七分), literalment «setè»: Tatuatge del 3/4 del braç, per la meitat de l'avantbraç.
- Sujibori (筋彫り), literalment «tall muscular»: Delineació del contorn d'un tatuatge.
- Sumi (墨), literalment «tinta»: La tinta utilitzada pel tatuatge, tradicionalment barrejada per l'aprenent.
- Taubushi: Aixella completament tatuada.
- Tebori (手彫り), literalment «tallat a mà»: Descriu la tècnica del tatuatge manual.
- Tsuki-bori (突き彫り), literalment «tall amb empenta»: Tècnica de tatuatge manual amb un moviment ràpid.
- Yobori (洋彫り), literalment «tatuatge estranger»: Terme de l'argot japanès-anglès per a la tècnica de marca d'aigua fet amb una màquina.